# Ibanda (district)
Le district d'Ibanda est un district du sud-ouest de l'Ouganda. Sa capitale est Ibanda.

## Histoire
Ce district a été créé en 2005 par séparation de celui de Mbarara.

## Économie
Le district est essentiellement rural, pratiquant surtout l'agriculture de subsistance.